# Антоніо Деніелс
Антоніо Роберт Деніелс (англ. Antonio Robert Daniels; нар. 19 березня 1975, Колумбус, Огайо, США) — американський професіональний баскетболіст, що грав на позиції розігруючого захисника за низку команд НБА. Чемпіон НБА. Згодом — коментатор матчів «Нью-Орлінс Пеліканс» на телеканалі FOX Sports New Orleans.

## Ігрова кар'єра
На університетському рівні грав за команду Боулінг Грін (1993—1997).
1997 року був обраний у першому раунді драфту НБА під загальним 4-м номером командою «Ванкувер Гріззліс». Професійну кар'єру розпочав 1997 року виступами за тих же «Ванкувер Гріззліс», захищав кольори команди з Ванкувера протягом одного сезону.
З 1998 по 2002 рік грав у складі «Сан-Антоніо Сперс», куди був обміняний на Феліпе Лопеса та Карла Ерреру. 1999 року став чемпіоном НБА в складі команди.
2002 року перейшов до «Портленд Трейл-Блейзерс», у складі якої провів наступний сезон своєї кар'єри.
Наступною командою в кар'єрі гравця була «Сіетл Суперсонікс», за яку він відіграв 2 сезони.
З 2005 по 2008 рік грав у складі «Вашингтон Візардс».
2008 року перейшов до «Нью-Орлінс Горнетс», у складі якої провів наступний сезон своєї кар'єри.
9 вересня 2009 року був обміняний до «Далласа», а 24 вересня 2009 року клуб викупив його контракт і він став вільним агентом.
Останньою ж командою в кар'єрі гравця стала «Філадельфія Севенті-Сіксерс», до складу якої він приєднався 5 квітня 2011 року і за яку відіграв 10 днів.

## Статистика виступів в НБА
| † | Позначає сезон, в якому Антоніо Деніелс ставав чемпіоном НБА |

### Регулярний сезон
| Сезон             | Команда                       | GP  | GS  | MPG  | FG%  | 3P%  | FT%   | RPG | APG | SPG | BPG | PPG  |
| ----------------- | ----------------------------- | --- | --- | ---- | ---- | ---- | ----- | --- | --- | --- | --- | ---- |
| 1997–98           | «Ванкувер Гріззліс»           | 74  | 50  | 26.4 | .416 | .212 | .659  | 1.9 | 4.5 | .7  | .1  | 7.8  |
| 1998–99†          | «Сан-Антоніо Сперс»           | 47  | 0   | 13.1 | .454 | .294 | .754  | 1.1 | 2.3 | .6  | .1  | 4.7  |
| 1999–00           | «Сан-Антоніо Сперс»           | 68  | 1   | 17.6 | .474 | .333 | .713  | 1.3 | 2.6 | .8  | .1  | 6.2  |
| 2000–01           | «Сан-Антоніо Сперс»           | 79  | 23  | 26.1 | .468 | .404 | .776  | 2.1 | 3.8 | .8  | .2  | 9.4  |
| 2001–02           | «Сан-Антоніо Сперс»           | 82  | 13  | 26.5 | .440 | .291 | .752  | 2.1 | 2.8 | .6  | .1  | 9.2  |
| 2002–03           | «Портленд Трейл-Блейзерс»     | 67  | 2   | 13.0 | .452 | .305 | .855  | 1.1 | 1.3 | .5  | .1  | 3.7  |
| 2003–04           | «Сіетл Суперсонікс»           | 71  | 32  | 21.3 | .470 | .362 | .842  | 2.0 | 4.2 | .6  | .1  | 8.0  |
| 2004–05           | «Сіетл Суперсонікс»           | 75  | 2   | 27.0 | .438 | .297 | .816  | 2.3 | 4.1 | .7  | .0  | 11.2 |
| 2005–06           | «Вашингтон Візардс»           | 80  | 17  | 28.5 | .418 | .228 | .845  | 2.2 | 3.6 | .7  | .1  | 9.6  |
| 2006–07           | «Вашингтон Візардс»           | 80  | 8   | 22.0 | .442 | .302 | .832  | 1.9 | 3.6 | .5  | .1  | 7.1  |
| 2007–08           | «Вашингтон Візардс»           | 71  | 63  | 30.4 | .459 | .230 | .776  | 2.9 | 4.8 | 1.0 | .0  | 8.4  |
| 2008–09           | «Вашингтон Візардс»           | 13  | 5   | 22.2 | .400 | .455 | .758  | 1.7 | 3.6 | .5  | .0  | 5.1  |
| 2008–09           | «Нью-Орлінс Горнетс»          | 61  | 4   | 12.0 | .424 | .347 | .821  | .9  | 2.1 | .3  | .0  | 3.8  |
| 2010–11           | «Філадельфія Севенті-Сіксерс» | 4   | 0   | 8.8  | .400 | .000 | 1.000 | 1.3 | .5  | .0  | .0  | 1.5  |
| Усього за кар'єру | Усього за кар'єру             | 872 | 220 | 22.6 | .444 | .311 | .793  | 1.8 | 3.4 | .6  | .1  | 7.6  |

### Плей-оф
| Сезон             | Команда                   | GP | GS | MPG  | FG%  | 3P%  | FT%  | RPG | APG  | SPG | BPG | PPG  |
| ----------------- | ------------------------- | -- | -- | ---- | ---- | ---- | ---- | --- | ---- | --- | --- | ---- |
| 1999†             | «Сан-Антоніо Сперс»       | 15 | 0  | 7.1  | .429 | .667 | .833 | .7  | 1.1  | .3  | .0  | 1.8  |
| 2000              | «Сан-Антоніо Сперс»       | 4  | 0  | 20.5 | .391 | .250 | .692 | 2.5 | 1.5  | 1.8 | .0  | 7.3  |
| 2001              | «Сан-Антоніо Сперс»       | 13 | 8  | 31.2 | .481 | .370 | .943 | 2.0 | 2.9  | .5  | .1  | 13.5 |
| 2002              | «Сан-Антоніо Сперс»       | 10 | 0  | 22.4 | .455 | .375 | .864 | 2.7 | 1.5  | .7  | .3  | 9.5  |
| 2003              | «Портленд Трейл-Блейзерс» | 6  | 1  | 16.3 | .474 | .600 | .500 | 1.3 | 2.0  | .2  | .2  | 3.7  |
| 2005              | «Сіетл Суперсонікс»       | 11 | 3  | 30.1 | .468 | .286 | .857 | 2.8 | 4.5  | 1.0 | .0  | 13.8 |
| 2006              | «Вашингтон Візардс»       | 6  | 0  | 36.0 | .538 | .273 | .909 | 2.8 | 3.3  | .5  | .2  | 13.2 |
| 2007              | «Вашингтон Візардс»       | 4  | 4  | 44.0 | .447 | .200 | .857 | 4.5 | 11.8 | 1.3 | .3  | 13.3 |
| 2008              | «Вашингтон Візардс»       | 6  | 4  | 25.7 | .452 | .250 | .882 | 2.3 | 3.0  | .3  | .3  | 7.3  |
| 2009              | «Нью-Орлінс Горнетс»      | 5  | 0  | 12.8 | .154 | .250 | .818 | .6  | 1.8  | .4  | .2  | 2.8  |
| Усього за кар'єру | Усього за кар'єру         | 80 | 20 | 23.2 | .461 | .353 | .863 | 2.1 | 2.9  | .6  | .1  | 8.6  |